# Аллен (Кентуккі)
Аллен (англ. Allen) — місто (англ. city) в США, в окрузі Флойд штату Кентуккі. Населення — 182 особи (2020).

## Географія
Аллен розташований за координатами 37°36′42″ пн. ш. 82°43′45″ зх. д. / 37.61167° пн. ш. 82.72917° зх. д. (37.611570, -82.729063).  За даними Бюро перепису населення США в 2010 році місто мало площу 0,50 км², з яких 0,46 км² — суходіл та 0,04 км² — водойми.

## Демографія
Згідно з переписом 2010 року, у місті мешкали 193 особи в 82 домогосподарствах у складі 54 родин. Густота населення становила 388 осіб/км².  Було 92 помешкання (185/км²).
Расовий склад населення:
| - 99,5 % — білих |

До двох чи більше рас належало 0,5 %. Частка іспаномовних становила 0,0 % від усіх жителів.
За віковим діапазоном населення розподілялося таким чином: 22,8 % — особи молодші 18 років, 63,7 % — особи у віці 18—64 років, 13,5 % — особи у віці 65 років та старші. Медіана віку мешканця становила 39,8 року. На 100 осіб жіночої статі у місті припадало 101,0 чоловіків;  на 100 жінок у віці від 18 років та старших — 96,1 чоловіків також старших 18 років.
За межею бідності перебувало 37,9 % осіб, у тому числі 78,9 % дітей у віці до 18 років та 6,3 % осіб у віці 65 років та старших.
Цивільне працевлаштоване населення становило 53 особи. Основні галузі зайнятості: роздрібна торгівля — 39,6 %, будівництво — 17,0 %, мистецтво, розваги та відпочинок — 13,2 %.